# Lodja (territorium)
Lodja är ett territorium i Kongo-Kinshasa. Det ligger i provinsen Sankuru, i den centrala delen av landet, 900 km öster om huvudstaden Kinshasa. Antalet invånare uppskattades 2020 till 927 910. Arean är 12 054 kvadratkilometer.